# 미케일라 왓킨스
미케일라 수잰 왓킨스(영어: Michaela Suzanne Watkins, 1971년 12월 14일 ~ )는 미국의 배우, 코미디언이다.

## 출연 작품
- 놈이 우리 안에 있다 (2021) - 트리샤 앤더튼 역
- 더 웨이 백 (2020)
- 스워드 오브 트러스트 (2019)
- 언더 더 에펠 타워 (2019)
- 바르셀로나 이비자 DJ (2018)
- 녀석들의 졸업백서 (2018)
- 브릭스비 베어 (2017)
- 퍼슨 투 퍼슨 (2017)
- 더 하우스 (2017)
- 하우스 오브 투모로우 (2017)
- 레이지 아이 (2016)
- 커들 파티 (2016)
- 캐주얼 (2015)
- 저스트 비포 아이 고 (2014)
- 데이 케임 투게더 (2014)
- 트로피 와이프 (2013)
- 이너프 세드 (2013)
- 인 어 월드... (2013)
- 애프터눈 딜라이트 (2013)
- 원더러스트 (2012)
- 땡스 포 쉐어링 (2012)
- 우나 호라 포 페보라 (2011)
- 플랜 B (2010)
- 캘리포니케이션 시즌1 (2007)
- 고스트 앤 크라임 (2005)